# Anita Peti-Stantić
Anita Peti-Stantić (ur. 1966 w Viroviticy) – chorwacka językoznawczyni. Zajmuje się socjolingwistyką, typologią języków i psycholingwistyką.

## Życiorys
W 1985 r. podjęła studia na Wydziale Filozoficznym Uniwersytetu Zagrzebskiego; dyplom uzyskała w październiku 1989 r. Edukację kontynuowała na Uniwersytecie Yale, gdzie otrzymała magisterium. Dalsze studia podjęła na Uniwersytecie Wiedeńskim pod kierunkiem lingwisty Radoslava Katičicia. Doktoryzowała się w 2002 r. na podstawie pracy Poredbena sintaksa ličnih zamjenica u južnoslavenskim jezicima pod kierunkiem prof. Ivo Pranjkovicia.
W latach 1997–1999 pracowała w Instytucie Leksykografii im. Miroslava Krležy, gdzie zajmowała się projektem słownika języka chorwackiego. Od 1999 r. zatrudniona na Wydziale Filozoficznym Uniwersytetu Zagrzebskiego.
Autorka monografii oraz artykułów na łamach czasopism krajowych i zagranicznych. Tworzy przekłady z języka słoweńskiego i angielskiego. Za publikację leksykograficzną Veliki slovensko-hrvatski i hrvatsko-slovenski rječnik otrzymała Coroczną Nagrodę Wydziału Filozoficznego Uniwersytetu w Zagrzebiu. Niektóre aspekty działalności Peti-Stantić spotkały się z krytyką, zwłaszcza subiektywny charakter jej prac na temat polityki językowej.

## Wybrana twórczość
- Jezik naš i/ili njihov (2008)[5]
- Veliki slovensko-hrvatski i hrvatsko-slovenski rječnik (2014)
- Language Planning and National Identity in Croatia (współautorstwo, 2014)
- Informativity of the sentence information structure: word order (2014)